# Lemma del cerchio grande
In analisi complessa, il lemma del cerchio grande (o lemma del grande arco di cerchio) permette di risolvere integrali impropri aventi come integranda una funzione razionale.

## Enunciato
Sia {\displaystyle \Omega } un insieme aperto illimitato del piano complesso {\displaystyle \mathbb {C} }. Sia {\displaystyle f(z)} olomorfa in {\displaystyle \Omega } e tale che:
{\displaystyle \lim _{z\in \Omega ;\,|z|\rightarrow +\infty }zf(z)=0,}
allora
{\displaystyle \lim _{R\rightarrow +\infty }\,\,\int _{\gamma _{R}\cap \Omega }f(z)\,dz=0,}
dove {\displaystyle R} rappresenta il raggio della semicirconferenza utilizzata per creare una curva chiusa attorno a un polo.

## Dimostrazione
Si ha che:
{\displaystyle \forall \varepsilon >0,\,\exists \,\,M>0:\forall \,R>M\Rightarrow \left|\int _{\gamma _{R}\cap \Omega }f(z)\,dz\right|<\varepsilon }
Inoltre vale che:
{\displaystyle \forall \varepsilon >0,\,\exists \,\,{\frac {\varepsilon }{\phi _{2}-\phi _{1}}}\,:\,\forall z,\,\left|z\right|>M\,\,\Rightarrow \left|z\cdot f(z)\right|<{\frac {\varepsilon }{\phi _{2}-\phi _{1}}}}

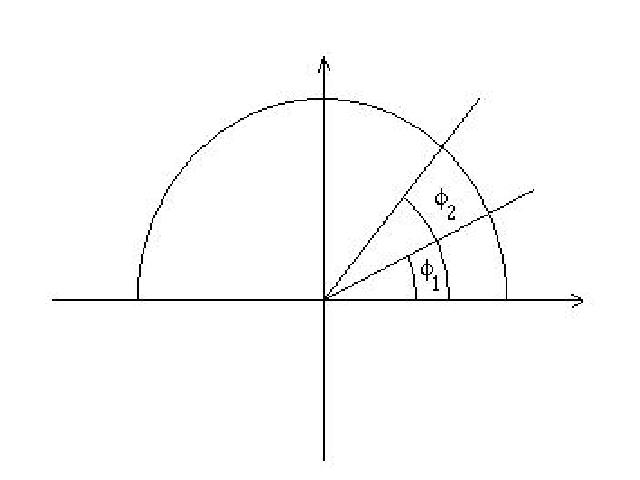
Costruzione di una curva regolare a tratti per calcolare l'integrale

Si calcola di seguito il modulo dell'integrale:
{\displaystyle \left|\int _{\gamma _{R}\cap \Omega }f(z)\,dz\right|\leq \int _{\gamma _{R}\cap \Omega }\left|f(z)\,dz\right|\leq \int _{\gamma _{R}\cap \Omega }{\frac {\varepsilon }{(\phi _{2}-\phi _{1})\left|z\right|}}\,dz=}
Poiché si è supposto {\displaystyle R>M}, con {\displaystyle R=\left|z\right|}, ed essendo {\displaystyle \left|z\right|} il raggio della circonferenza, si può portare fuori dal segno di integrale tutta la frazione. Quindi:
{\displaystyle ={\frac {\varepsilon }{(\phi _{2}-\phi _{1})\left|z\right|}}\int _{\gamma _{R}\cap \Omega }dz={\frac {\varepsilon }{(\phi _{2}-\phi _{1})\left|z\right|}}\cdot (\phi _{2}-\phi _{1})\left|z\right|=\varepsilon }
L'integrale rimasto non è altro che la lunghezza dell'arco di circonferenza compresa tra i due angoli {\displaystyle \phi _{1},\,\phi _{2}}.